# Stay +
Stay + (englisch „bleiben +“) ist das erste Best-of-Album des deutsch-russischen DJs Zedd.

## Entstehung und Veröffentlichung
Mit zwei Ausnahmen wurden alle Liedtexte von Anton Zaslavski (Zedd), in Zusammenarbeit mit wechselnden Koautoren, geschrieben. Die Autoren Antonia Armato und Tim James von Rock Mafia sowie die beiden Grey-Mitglieder Kyle und Michael Trewartha sind die einzigen Musiker, die an mehr als einem Beitrag mitschrieben. Die Weiteren auf dem Album vertretenen Autoren wirken lediglich vereinzelt mit. Sarah Aarons, Noonie Bao, Alessia Cara, Charles Hinshaw, Fabienne Holloway, Anders Frøen, Tristan Landymore und Linus Wiklund kommen aufgrund von Remixen auf jeweils zwei Autorenbeteiligungen. Produziert wurden alle Titel durch Zedd. Bei zwei Titeln stand ihm das US-amerikanische Elektro-Duo Grey zur Seite. Des Weiteren tätigte Zedd jeweils eine Produktion zusammen mit dem schwedischen Produzenten Max Martin, dem US-amerikanischen Produzenten-Duo Rock Mafia und dem ebenfalls aus Schweden stammenden Produzenten Linus Wiklund. Auf dem Album befindet sich eine Zusammenstellung von auserwählten Singleauskopplungen Zedds zwischen 2014 und 2017.
Auf dem Cover des Albums ist – neben Künstlernamen und Albumtitel – Zedd zu sehen. Der Hintergrund des Coverbildes ist lila gehalten, in der Mitte befindet sich ein Bild von Zedds Oberkörper, der seinen Blick nach links richtet. Bei dem Bild handelt es sich um einen Ausschnitt, auf dem Original ist Zedd zusammen mit Cara zu sehen. Die Aufnahme dazu erfolgte im Zuge des Musikvideodrehs zur gemeinsamen Single Stay. Das Foto entstand unter der Leitung von Tim Mattia.
Die Erstveröffentlichung von Stay + erfolgte am 27. Dezember 2017 unter dem Musiklabel Interscope Records. Das Album erschien als CD und Download und wurde exklusiv durch Universal Music Publishing in Japan vertrieben. Das Besondere bei der Veröffentlichung des Albums war, dass es zunächst nur als CD erschien und erst zwei Tage später zum Download zur Verfügung stand. Stay + besteht insgesamt aus zwölf Studioaufnahmen, die sich aus acht regulären Aufnahmen, drei Remixen und einem Megamix zusammenstellen.

## Inhalt
Stay + ist das erste Best-of-Album von Zedd. Alle Liedtexte des Albums sind in englischer Sprache verfasst und stammen mit zwei Ausnahmen alle von Zedd, der diese in Zusammenarbeit mit Koautoren schrieb. Mit Ausnahme von Beautiful Now sowie einigen Titeln aus dem Zedd Mega Nonstop Mix sind alle Titel erstmals auf einem Album von Zedd zu finden. Bisher wurden die Stücke nur als Gastbeiträge bei anderen Künstlern oder als Singles veröffentlicht. Bei Adrenaline handelt es sich um ein reines Instrumentalstück. Bei allen restlichen Liedern wurde Zedd von wechselnden Gastsängern unterstützt, Zedd ist lediglich vereinzelt im Hintergrund zu hören und wirkt ansonsten größtenteils als Instrumentalist an den Stücken mit.
Beim Zedd Mega Nonstop Mix handelt es sich um einen Megamix, der sich in folgender Reihenfolge aus den Titel: Bumblebee (feat. Botnek), Get Low (mit Liam Payne), Stay (mit Alessia Cara), Find You (feat. Matthew Koma & Miriam Bryant), Spectrum (feat. Matthew Koma), I Want You to Know (feat. Selena Gomez), Stay the Night (feat. Hayley Williams), Clarity (feat. Foxes), Beautiful Now (feat. Jon Bellion) und Addicted to a Memory zusammensetzt.
| #  | Titel                                                              | Autor(en)                                                                                | Produzent(en)                  | Länge |
| -- | ------------------------------------------------------------------ | ---------------------------------------------------------------------------------------- | ------------------------------ | ----- |
| 1  | Stay (mit Alessia Cara)                                            | Sarah Aarons, Noonie Bao, Alessia Cara, Anders Frøen, Linus Wiklund, Anton Zaslavski     | Linus Wiklund, Anton Zaslavski | 3:30  |
| 2  | Get Low (mit Liam Payne)                                           | Charles Hinshaw, Fabienne Holloway, Tristan Landymore, Anton Zaslavski                   | Anton Zaslavski                | 3:24  |
| 3  | Break Free (Ariana Grande feat. Zedd)                              | Savan Kotecha, Max Martin, Anton Zaslavski                                               | Max Martin, Anton Zaslavski    | 3:34  |
| 4  | Beautiful Now (feat. Jon Bellion)                                  | Antonina Armato, Jon Bellion, Desmond Child, Tim James, David Jost, Anton Zaslavski      | Rock Mafia, Anton Zaslavski    | 3:37  |
| 5  | Candyman (feat. Aloe Blacc)                                        | Aloe Blacc, Leslie Bricusse, Anthony Newley, Anton Zaslavski                             | Anton Zaslavski                | 2:58  |
| 6  | Adrenaline (mit Grey)                                              | Kyle Trewartha, Michael Trewartha, Anton Zaslavsk                                        | Grey, Anton Zaslavski          | 2:50  |
| 7  | Ignite (feat. Riot Games)                                          | Antonia Armato, Tim James, Thomas Armato Sturges, Anton Zaslavski                        | Anton Zaslavski                | 3:15  |
| 8  | Starving (Hailee Steinfeld & Grey feat. Zedd)                      | Robert McCurdy, Christopher Petrosino, Kyle Trewartha, Michael Trewartha, Asia Whiteacre | Grey, Anton Zaslavski          | 3:00  |
| 9  | Stay (Yasutaka Nakata Remix) (mit Alessia Cara & Yasutaka Nakata)  | Sarah Aarons, Noonie Bao, Alessia Cara, Anders Frøen, Linus Wiklund, Anton Zaslavski     | Anton Zaslavski                | 4:30  |
| 10 | Get Low (Kuuro Remix) (mit Liam Payne & KUURO)                     | Charles Hinshaw, Fabienne Holloway, Tristan Landymore, Anton Zaslavski                   | Anton Zaslavski                | 3:37  |
| 11 | Let Me Love You (Zedd Remix) (Justin Bieber & DJ Snake feat. Zedd) | Louis Bell, Justin Bieber, William Grigahcine, Brian Lee, Ali Tamposi, Andrew Watt       | Anton Zaslavski                | 3:25  |
| 12 | Zedd Mega Nonstop Mix                                              | Anton Zaslavski                                                                          | Anton Zaslavski                | 16:10 |

## Mitwirkende
Die folgende Liste ist eine Aufstellung aller Mitwirkenden an diesem Album, ausgenommen ist das letzte Stück Zedd Mega Nonstop Mix:
Albumproduktion
- Sarah Aarons: Autor (Lieder: 1, 9)
- Antonina Armato: Autor (Lieder: 4, 7), Musikproduzent (Lied 4)
- Noonie Bao: Autor (Lieder: 1, 9)
- Louis Bell: Autor (Lied 11)
- Jon Bellion: Autor (Lied 4), Gesang (Lied 4)
- Justin Bieber: Autor (Lied 11), Gesang (Lied 11)
- Aloe Blacc: Autor (Lied 5), Gesang (Lied 5)
- Leslie Bricusse: Autor (Lied 5)
- Alessia Cara: Autor (Lieder: 1, 9), Gesang (Lieder: 1, 9)
- Desmond Child: Autor (Lied 4)
- Anders Frøen: Autor (Lieder: 1, 9)
- Ariana Grande: Gesang (Lied 3)
- William Grigahcine (DJ Snake): Autor (Lied 11)
- Charles Hinshaw: Autor (Lieder: 2, 10)
- Fabienne Holloway: Autor (Lieder: 2, 10)
- Tim James: Autor (Lieder: 4, 7), Musikproduzent (Lied 4)
- David Jost: Autor (Lied 4)
- Savan Kotecha: Autor (Lied 3)
- Kuuro: Remix (Lied 10)
- Tristan Landymore: Autor (Lieder: 2, 10)
- Brian Lee: Autor (Lied 11)
- Max Martin: Autor (Lied 3), Musikproduzent (Lied 3)
- Robert McCurdy: Autor (Lied 8)
- Yasutaka Nakata: Remix (Lied 9)
- Anthony Newley: Autor (Lied 5)
- Liam Payne: Gesang (Lieder: 2, 10)
- Christopher Petrosino: Autor (Lied 8)
- Hailee Steinfeld: Gesang (Lied 8)
- Thomas Armato Sturges: Autor (Lied 7)
- Ali Tamposi: Autor (Lied 11)
- Kyle Trewartha: Autor (Lieder: 6, 8), Musikproduzent (Lieder: 6, 8)
- Michael Trewartha: Autor (Lieder: 6, 8), Musikproduzent (Lieder: 6, 8)
- Andrew Watt: Autor (Lied 11)
- Asia Whiteacre: Autor (Lied 8)
- Linus Wiklund: Autor (Lieder: 1, 9), Musikproduzent (Lied 1)
- Anton Zaslavski (Zedd): Autor (Lieder: 1–7, 9–10, 12), Hintergrundgesang (Lieder: 1–12), Instrumentalist (Lieder: 1–12), Musikproduzent (Lieder: 1–12), Remix (Lied 11)

Artwork (Cover)
- Tim Mattia: Fotograf

Unternehmen
- Interscope Records: Musiklabel
- Universal Music Publishing: Vertrieb

## Rezeption

### Charts und Chartplatzierungen
Stay + konnte sich fünf Wochen in den japanischen Albumcharts (Oricon-Charts) halten und erreichte am 8. Januar 2018 mit Rang 23 seine höchste Notierung.

### Auszeichnungen für Musikverkäufe
| Land/Region     | Auszeichnungen für Musikverkäufe (Land/Region, Auszeichnung, Verkäufe) | Verkäufe |
| --------------- | ---------------------------------------------------------------------- | -------- |
| Singapur (RIAS) | Gold                                                                   | 5.000    |
| Insgesamt       | 1× Gold ·                                                              | 5.000    |